# Symphonie no 9 de Joseph Haydn
Pour les articles homonymes, voir Symphonie no 9.
La Symphonie no 9 en do majeur Hob. I:9 est une symphonie du compositeur autrichien Joseph Haydn, composée en 1762.

## Analyse de l'œuvre
La symphonie comporte trois mouvements:
1. Allegro
2. Andante
3. Menuet - allegretto

Durée approximative : 12 minutes.

## Instrumentation
- deux flûtes, deux hautbois, un basson, deux cors, cordes, continuo.